# Richard Gasquet
Richard Gasquet (Besiers, 18 de juny de 1986) és un jugador de tennis professional francès tot i que actualment resideix a Neuchâtel (Suïssa). El seu millor resultat en el rànquing individual és la setena posició aconseguida l'any 2007.
En el seu palmarès destaca el títol de dobles mixts Roland Garros 2004 amb la italiana Tatiana Golovin com a parella, i també la medalla de bronze de dobles masculins en els Jocs Olímpics de Londres (2012) amb Julien Benneteau.

## Biografia
Gasquet va néixer a Besiers (Llenguadoc-Rosselló), fill únic de Francis i Maryse.
El seu pare treballava en el club de tennis TC Sérignan i amb quatre anys va començar a jugar a tennis sota les ordres del seu pare. Amb nou anys ja va aparèixer a la portada de la revista French Tennis Magazine destacant la seva gran projecció. Fou entrenat pel seu pare fins a la categoria de júnior, i després d'una breu etapa amb Tarik Benhabiles, ja com a professional passà a les ordres d'Eric Deblicker i Guillaume Peyre. A partir de 2010 també fou entrenat Gabriel Markus.
El 9 de maig 2009 va donar positiu per cocaïna en un control antidopatge pel qual s'arriscava a dos anys de sanció. Gasquet va declarar una vegada i una altra que ell no havia pres mai aquesta substància, ja que sabia que estaven molt controlats en el circuit. Posteriorment va explicar que la nit del 27 de març d'aquell any va sortir amb els seus amics a una discoteca de Miami després de retirar-se del Masters de Miami a causa d'uns dolors a l'esquena, i que algun d'ells va portar cocaïna. En el judici va defensar-se explicant que havia fet cinc controls aquella mateixa temporada i que en qualsevol moment podien saber on s'estava entrenant, que seria molt estúpid prendre aquestes substàncies. Finalment, la sanció fou rebaixada a només dos mesos i mig, de manera que va poder tornar a jugar a l'estiu del mateix any.

## Torneigs de Grand Slam

### Dobles mixts: 1 (1−0)
| Resultat  | Núm. | Any  | Torneig       | Parella         | Oponents               | Marcador |
| --------- | ---- | ---- | ------------- | --------------- | ---------------------- | -------- |
| Guanyador | 1.   | 2004 | Roland Garros | Tatiana Golovin | Cara Black Wayne Black | 6–3, 6–4 |

## Jocs Olímpics

### Dobles
| Any  | Campionat                          | Parella          | Oponents                       | Resultat    |
| ---- | ---------------------------------- | ---------------- | ------------------------------ | ----------- |
| 2012 | Jocs Olímpics, Londres, Regne Unit | Julien Benneteau | David Ferrer · Feliciano López | 7−6(4), 6−2 |

## Palmarès

### Individual: 33 (16−17)
| Llegenda (pre/post 2009)                                 |
| -------------------------------------------------------- |
| Grand Slams (0−0)                                        |
| Tennis Masters Cup / ATP Finals (0−0)                    |
| ATP Masters Series / ATP World Tour Masters 1000 (0−3)   |
| ATP International Series Gold / ATP World Tour 500 (0−2) |
| ATP International Series / ATP World Tour 250 (16−12)    |

| Títols per superfície |
| --------------------- |
| Dura (9−9)            |
| Gespa (3−1)           |
| Terra batuda (3−7)    |
| Moqueta (1−0)         |

| Resultat  | Núm. | Data                   | Torneig                         | Superfície   | Oponent               | Marcador            |
| --------- | ---- | ---------------------- | ------------------------------- | ------------ | --------------------- | ------------------- |
| Finalista | 1.   | 11 d'octubre de 2004   | Metz, França                    | Dura (i)     | Jérôme Haehnel        | 6−7(9), 4−6         |
| Finalista | 2.   | 9 de maig de 2005      | Hamburg, Alemanya               | Terra batuda | Roger Federer         | 3−6, 5−7, 6−7(4)    |
| Guanyador | 1.   | 13 de juny de 2005     | Nottingham, Regne Unit          | Gespa        | Maks Mirni            | 6−2, 6−3            |
| Guanyador | 2.   | 19 de juny de 2006     | Nottingham (2)                  | Gespa        | Jonas Björkman        | 6−4, 6−3            |
| Guanyador | 3.   | 10 de juliol de 2006   | Gstaad, Suïssa                  | Terra batuda | Feliciano López       | 7−6(4), 6−7(3), 6−3 |
| Finalista | 3.   | 7 d'agost de 2006      | Toronto, Canadà                 | Dura         | Roger Federer         | 6−2, 3−6, 2−6       |
| Guanyador | 4.   | 23 d'octubre de 2006   | Lió, França                     | Moqueta      | Marc Gicquel          | 6−3, 6−1            |
| Finalista | 4.   | 29 d'abril de 2007     | Estoril, Portugal               | Terra batuda | Novak Đoković         | 6−7(7), 6−0, 1−6    |
| Guanyador | 5.   | 30 de setembre de 2007 | Bombai, Índia                   | Dura         | Olivier Rochus        | 6−3, 6−4            |
| Finalista | 5.   | 1 d'octubre de 2007    | Tòquio, Japó                    | Dura         | David Ferrer          | 1−6, 2−6            |
| Finalista | 6.   | 13 de juliol de 2008   | Stuttgart, Alemanya             | Terra batuda | Juan Martín del Potro | 4−6, 5−7            |
| Finalista | 7.   | 16 de gener de 2010    | Sydney, Austràlia               | Dura         | Markos Bagdatís       | 4−6, 6−7(2)         |
| Guanyador | 6.   | 22 de maig de 2010     | Niça, França                    | Terra batuda | Fernando Verdasco     | 6−3, 5−7, 7−6(5)    |
| Finalista | 8.   | 1 d'agost de 2010      | Gstaad                          | Terra batuda | Nicolás Almagro       | 5−7, 1−6            |
| Finalista | 9.   | 6 de maig de 2012      | Estoril (2)                     | Terra batuda | Juan Martín del Potro | 4−6, 2−6            |
| Finalista | 10.  | 12 d'agost de 2012     | Toronto (2)                     | Dura         | Novak Đoković         | 3−6, 2−6            |
| Guanyador | 7.   | 30 de setembre de 2012 | Bangkok, Tailàndia              | Dura (i)     | Gilles Simon          | 6−2, 6−1            |
| Guanyador | 8.   | 5 de gener de 2013     | Doha, Qatar                     | Dura         | Nikolai Davidenko     | 3−6, 7−6(4), 6−3    |
| Guanyador | 9.   | 10 de febrer de 2013   | Montpeller (2)                  | Dura (i)     | Benoît Paire          | 6−2, 6−3            |
| Guanyador | 10.  | 20 d'octubre de 2013   | Moscou, Rússia                  | Dura (i)     | Mikhaïl Kukuixkin     | 4−6, 6−4, 6−4       |
| Finalista | 11.  | 9 de febrer de 2014    | Montpeller                      | Dura (i)     | Gaël Monfils          | 4−6, 4−6            |
| Finalista | 12.  | 21 de juny de 2014     | Eastbourne, Regne Unit          | Gespa        | Feliciano López       | 3−6, 7−6(5), 5−7    |
| Guanyador | 11.  | 8 de febrer de 2015    | Montpeller (3)                  | Dura (i)     | Jerzy Janowicz        | 3−0, retirada       |
| Guanyador | 12.  | 3 de maig de 2015      | Estoril                         | Terra batuda | Nick Kyrgios          | 6−3, 6−2            |
| Guanyador | 13.  | 7 de febrer de 2016    | Montpeller (4)                  | Dura (i)     | Paul-Henri Mathieu    | 7−5, 6−4            |
| Finalista | 13.  | 2 d'octubre de 2016    | Shenzhen, Xina                  | Dura         | Tomáš Berdych         | 6−7(5), 7−6(2), 3−6 |
| Guanyador | 14.  | 23 d'octubre de 2016   | Anvers, Bèlgica                 | Dura (i)     | Diego Schwartzman     | 7−6(4), 6−1         |
| Finalista | 14.  | 12 de febrer de 2017   | Montpeller (2)                  | Dura (i)     | Alexander Zverev      | 6−7(4), 3−6         |
| Finalista | 15.  | 11 de febrer de 2018   | Montpeller (3)                  | Dura (i)     | Lucas Pouille         | 6−7(2), 4−6         |
| Guanyador | 15.  | 17 de juny de 2018     | 's-Hertogenbosch, Països Baixos | Gespa        | Jérémy Chardy         | 6−3, 7−6(5)         |
| Finalista | 16.  | 22 de juliol de 2018   | Bastad, Suècia                  | Terra batuda | Fabio Fognini         | 3−6, 6−3, 4−6       |
| Finalista | 17.  | 25 de juliol de 2021   | Umag, Croàcia                   | Terra batuda | Carlos Alcaraz        | 2−6, 2−6            |
| Guanyador | 16.  | 15 de gener de 2023    | Auckland, Nova Zelanda          | Dura         | Cameron Norrie        | 4−6, 6−4, 6−4       |

### Dobles masculins: 4 (2−2)
| Llegenda (pre/post 2009)                                 |
| -------------------------------------------------------- |
| Grand Slams (0−0)                                        |
| Jocs Olímpics Bronze (1)                                 |
| Tennis Masters Cup / ATP Finals (0−0)                    |
| ATP Masters Series / ATP World Tour Masters 1000 (0−1)   |
| ATP International Series Gold / ATP World Tour 500 (0−0) |
| ATP International Series / ATP World Tour 250 (2−1)      |

| Títols per superfície |
| --------------------- |
| Dura (2−1)            |
| Gespa (0−0)           |
| Terra batuda (0−1)    |

| Resultat  | Núm. | Data                  | Torneig                            | Superfície   | Parella            | Oponents                     | Marcador         |
| --------- | ---- | --------------------- | ---------------------------------- | ------------ | ------------------ | ---------------------------- | ---------------- |
| Guanyador | 1.   | 8 de maig de 2006     | Metz, França                       | Dura (i)     | Fabrice Santoro    | Julian Knowle Jürgen Melzer  | 3−6, 6−1, [11−9] |
| Finalista | 1.   | 14 d'abril de 2007    | Montecarlo, Mònaco                 | Terra batuda | Julien Benneteau   | Bob Bryan Mike Bryan         | 2−6, 1−6         |
| Guanyador | 2.   | 7 de gener de 2008    | Sydney, Austràlia                  | Dura         | Jo-Wilfried Tsonga | Bob Bryan Mike Bryan         | 4−6, 6−4, [11−9] |
| Finalista | 2.   | 1 de novembre de 2009 | Sant Petersburg, Rússia            | Dura (i)     | Jérémy Chardy      | Colin Fleming Ken Skupski    | 6−2, 5−7, [4−10] |
| Guanyador | −    | 4 d'agost de 2012     | Jocs Olímpics, Londres, Regne Unit | Gespa        | Julien Benneteau   | David Ferrer Feliciano López | 7−6(4), 6−2      |

### Dobles mixts: 1 (1−0)
| Resultat  | Núm. | Data | Torneig               | Superfície   | Parella         | Oponents               | Marcador |
| --------- | ---- | ---- | --------------------- | ------------ | --------------- | ---------------------- | -------- |
| Guanyador | 1.   | 2004 | Roland Garros, França | Terra batuda | Tatiana Golovin | Cara Black Wayne Black | 6−3, 6−4 |

### Equips: 4 (2−2)
| Resultat  | Núm. | Data                      | Torneig                               | Superfície       | Equip                                                  | Oponents                                                          | Marcador |
| --------- | ---- | ------------------------- | ------------------------------------- | ---------------- | ------------------------------------------------------ | ----------------------------------------------------------------- | -------- |
| Finalista | 1.   | 7 de gener de 2012        | Copa Hopman, Perth, Austràlia         | Dura (i)         | Marion Bartoli                                         | Petra Kvitová Tomáš Berdych                                       | 0−2      |
| Finalista | 2.   | 21−23 de novembre de 2014 | Copa Davis, Lilla, França             | Terra batuda (i) | Julien Benneteau Gaël Monfils Jo-Wilfried Tsonga       | Marco Chiudinelli Roger Federer Michael Lammer Stanislas Wawrinka | 1−3      |
| Guanyador | 1.   | 7 de gener de 2017        | Copa Hopman, Perth, Austràlia         | Dura (i)         | Kristina Mladenovic                                    | Coco Vandeweghe Jack Sock                                         | 2−1      |
| Guanyador | 2.   | 24−26 de novembre de 2017 | Copa Davis, Villeneuve-d'Ascq, França | Dura (i)         | Pierre-Hugues Herbert Lucas Pouille Jo-Wilfried Tsonga | Ruben Bemelmans Steve Darcis Joris De Loore David Goffin          | 3−2      |

## Trajectòria

### Individual
| Torneig | 2002 | 2003 | 2004  | 2005        | 2006        | 2007        | 2008  | 2009        | 2010        | 2011        | 2012  | 2013        | 2014        | 2015        | 2016  | 2017        | 2018        | 2019        | 2020        | 2021  | 2022 | 2023 | 2024 | Títols    | V – D     |
| --- | ---- | ---- | ----- | ----------- | ----------- | ----------- | ----- | ----------- | ----------- | ----------- | ----- | ----------- | ----------- | ----------- | ----- | ----------- | ----------- | ----------- | ----------- | ----- | ---- | ---- | ---- | --------- | --------- |
| Open d'Austràlia | A    | 1R   | 1R    | A           | 1R          | 4R          | 4R    | 3R          | 1R          | 3R          | 4R    | 4R          | 3R          | 3R          | A     | 3R          | 3R          | A           | A           | A     | 2R   | 1R   | 1R   | 0 / 17    | 25 – 17   |
| Roland Garros | 1R   | 1R   | 1R    | 3R          | 2R          | 2R          | A     | A           | 1R          | 4R          | 4R    | 4R          | 3R          | 4R          | QF    | 3R          | 3R          | 2R          | 1R          | 2R    | 2R   | 1R   |      | 0 / 20    | 29 – 20   |
| Wimbledon | A    | A    | 1R    | 4R          | 1R          | SF          | 4R    | A           | A           | 4R          | 4R    | 3R          | 2R          | SF          | 4R    | 1R          | 1R          | 1R          | NC          | 2R    | 3R   | 1R   |      | 0 / 17    | 31 – 17   |
| US Open | Q    | A    | Q     | 4R          | 4R          | 2R          | 1R    | 1R          | 4R          | 2R          | 4R    | SF          | 3R          | QF          | 1R    | 1R          | 3R          | 1R          | 2R          | 1R    | 3R   | 1R   |      | 0 / 19    | 30 – 18   |
| Jocs Olímpics | NC   | NC   | A     | No celebrat | No celebrat | No celebrat | A     | No celebrat | No celebrat | No celebrat | 2R    | No celebrat | No celebrat | No celebrat | A     | No celebrat | No celebrat | No celebrat | No celebrat | A     | NC   | NC   |      | 0 / 1     | 1 – 1     |
| ATP World Tour Finals | A    | A    | A     | A           | A           | RR          | A     | A           | A           | A           | A     | RR          | A           | A           | A     | A           | A           | A           | A           | A     | A    |      |      | 0 / 2     | 1 – 5     |
| Total Victòries–Derrotes                                                                                                   | 1−5  | 2−8  | 13−15 | 33−11       | 34−21       | 49−24       | 32−22 | 22−15       | 38−22       | 34−20       | 42−22 | 53−23       | 31−19       | 43−17       | 35−18 | 29−18       | 35−23       | 17−17       | 10−10       | 14−16 |      |      |      | 563 – 347 | 563 – 347 |
| Rànquing a final d'any | 166  | 93   | 109   | 16          | 18          | 8           | 24    | 52          | 29          | 19          | 10    | 9           | 26          | 9           | 18    | 31          | 26          | 61          | 47          | 86    |      |      |      |           |           |
| Llegenda: G: Guanyador; F: Finalista; SF: Semifinalista; QF: Quarts de final; Q: Qualificació; A: Absent; RR: Round Robin; |      |      |       |             |             |             |       |             |             |             |       |             |             |             |       |             |             |             |             |       |      |      |      |           |           |